# زمان فرگشتی موثر
فرضیه زمان فرگشتی مؤثر (به انگلیسی: Effective evolutionary time) تلاش می‌کند تا شیب‌ها، به‌ویژه شیب‌های عرضی، در تنوع گونه‌ای را توضیح دهد. این فرضیه، در ابتدا «فرضیه زمان» نام‌گذاری شده بود.